# PortX
PortX est un opérateur portuaire brésilien fondé en 2010. Ses actifs sont transférés dans l'entité MMX en 2012, qui fait faillite en 2016.